# Lasse-Maja
För andra betydelser, se Lasse-Maja (olika betydelser).
Lars "Lasse-Maja" Molin, född Larsson den 5 oktober 1785 i byn Djupdalen i Ramsbergs socken i Västmanland, död 4 juni 1845 i Arboga, var en svensk förbrytare som företog stöldturnéer i främst triangeln Stockholm–Örebro–Västerås. Han kallade sig från 1809 Lars Molin och fick smeknamnet Lasse-Maja eftersom han periodvis levde som kvinna.

## Biografi

### Tidiga år
Lars Larsson var son till skräddaren Lars Olsson och änkan Stina, född Olsdotter, som var av rik bergsmanssläkt. Faderns sociala position höjdes genom giftet, men innan Lars föddes kom familjen på obestånd. Från att ha betecknats som bergsman under äktenskapets första år, kallades fadern nu återigen skräddare.
Lars föddes i torpet Nöden i byn Djupdalen i Ramsbergs socken i Västmanland. I hembygden blev han ihågkommen för sitt skämtsamma lynne, oviljan att arbeta och sina stölder. Som sjuttonåring straffades han med spöstraff och lovade bättring.

### Kriminell karriär

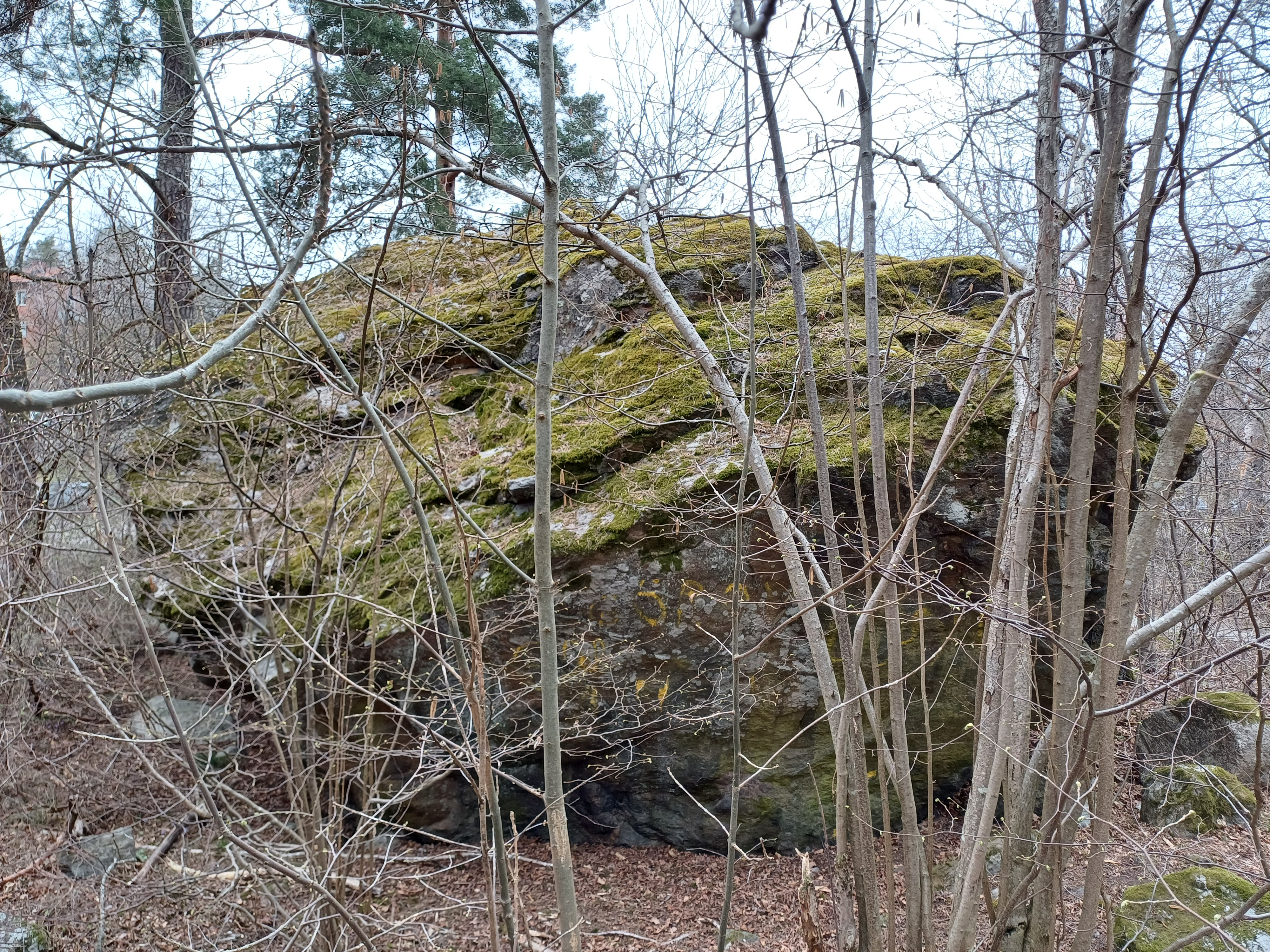
Flyttblocket Lasse-Maja-stenen nedanför Fredrikslundshöjden i Åkeslund i Bromma snett emot där en gång Fredrikslundstorpet låg. Flyttblocket, som ligger i blockterrängen från istiden, är fornminnesregistrerat (RAÄ 133). Enligt sägnen gömde sig Lasse-Maja i en grotta under stenen efter att han bland annat stulit kyrksilvret i Järfälla kyrka.

Under 1800-talet har Lasse-Majas kvinnokläder ofta beskrivits som ett sätt att klä ut sig och därigenom undkomma polis. Enligt självbiografin levde han dock under långa perioder som både man och kvinna, utan koppling till sin kriminella verksamhet. Tvärtom beskrivs manskläderna som mer bekväma att stjäla i, medan kvinnokläderna möjliggör yrken som till exempel kammarjungfru, hushållerska och prostituerad.
Namnet Lasse-Maja kommer från en torparedotter Maja, som Lars Larsson hade en relation med och gömde sig hos. I biografin står det: "En dag föll det mig in att taga på mig Majas kläder, hon kom just upp då jag tagit dem på mig. – Ack! utropade hon, hvad du ser prägtig ut i fruntimmerskläder! Hon ropade på sina föräldrar att de skulle komma upp och se hur väl Lasse nu såg ut i hennes kläder.
År 1804, 19 år gammal, kom Lars Larsson till Stockholm första gången, och där påbörjades en stöldturné genom landet. Flera gånger greps han men lyckades oftast rymma.
I arresten i Örebro träffade han "Silver-Jan", som enligt självbiografin "hade utmärkt sig såsom mästare i flera sorters tjuvnader" och som uppmanade Lasse-Maja att stjäla från de rika och ge åt de fattiga och att använda list men inte våld. (En skrift på 8 sidor med titeln Lurifax, eller Silfwer-Jan den 2:dres betraktelser i ensamheten utgavs 1827.)

### Fängelseåren

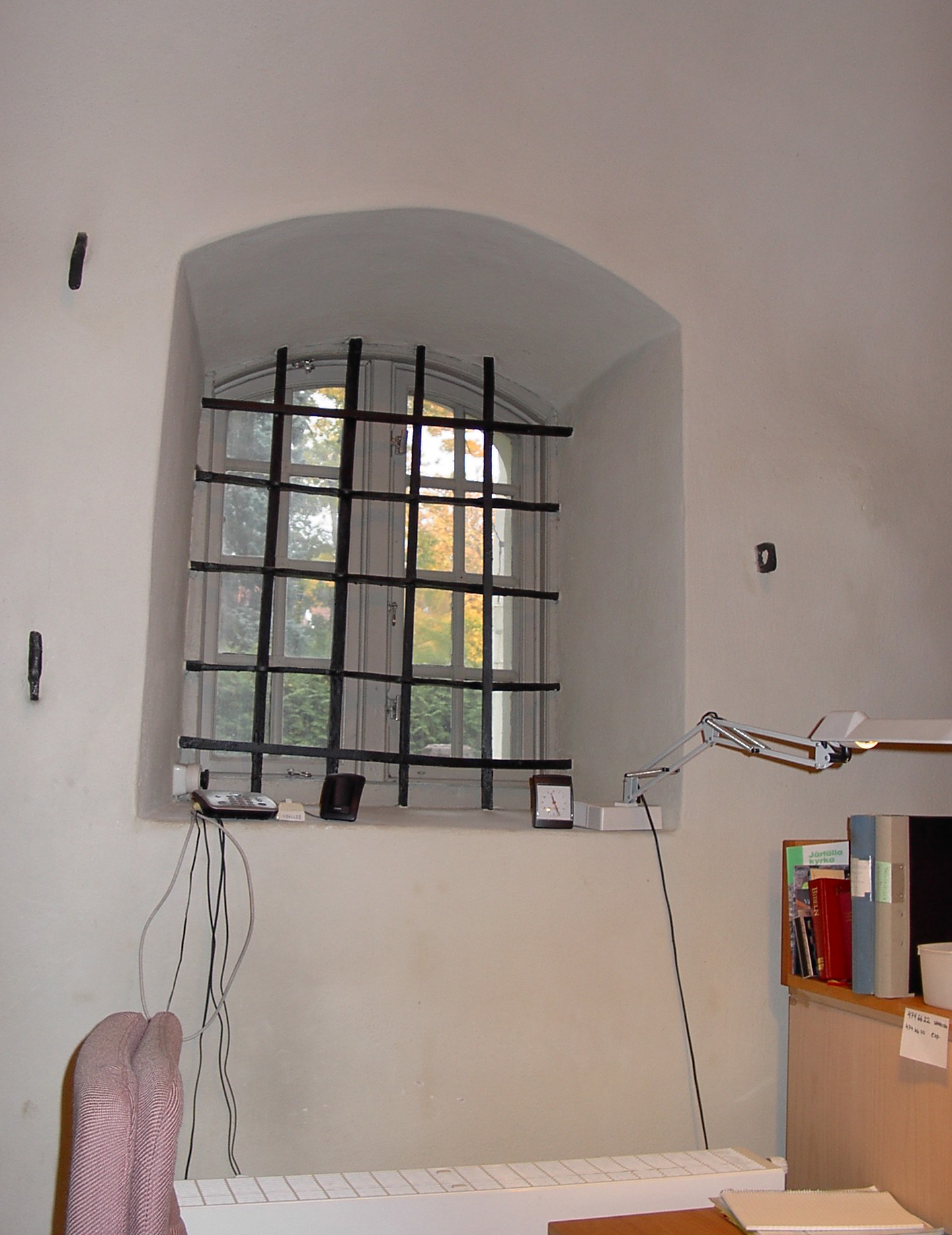
Lasse-Majas flyktfönster i Järfälla Kyrka.

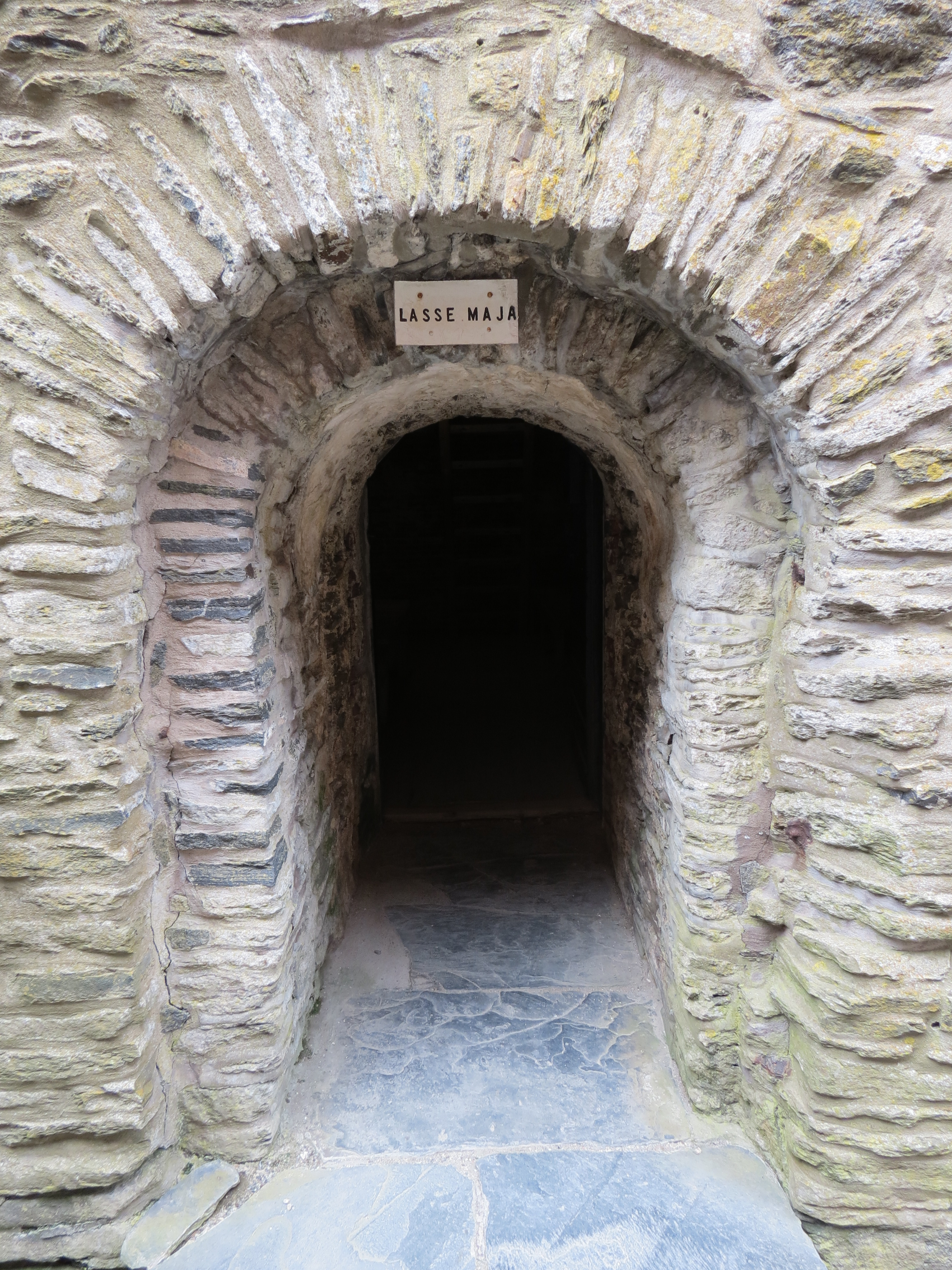
Lasse-Majas cell på Karlstens fästning.

Efter att, tillsammans med två kumpaner, ha stulit kyrksilvret i Järfälla kyrka den 8 februari 1812, dömdes Lars Molin av Sollentuna häradsrätt i Barkarby tingshus i Järfälla socken till livstids fängelse. Han införpassades till Västerås slottshäkte den 28 maj 1812 av Konungens befallningshavande i Stockholm. I handlingarna som stadfästes av Svea hovrätt 28 juli 1813 står det: "... ock skall Molin för alla överberörde brott i ena bot straffas med fyrtio par spö, tre slag av paret, undergå uppenbar kyrkoplikt en söndag uti Järfälla sockenkyrka och därefter försändas till fästning att därstädes i all sin livstid till arbete hållas". Han avfördes mot Karlstens fästning på Marstrand den 2 september 1813.
På Karlstens fästning kom Molin att bli en privilegierad fånge på grund av sin uppfinningsrikedom. Ryktet om Lasse-Maja spreds över landet och han såg till att det infördes turistresor för göteborgarna till fästningen. I göteborgstidningarna förekom det annonser om att åka och titta på fångarna på Marstrand. Genom att sälja föremål och berätta historier mot betalning kunde han få in viktiga summor då fångarna tvingades att köpa mat och andra förnödenheter på fästningen.
När kronprins Oskar besökte Marstrand 1835 fick Molin komma ombord hans båt för att berätta historier. 
Eftersom han framför allt arbetat i kvinnoyrken hade Molin fått goda kokkunskaper. Detta kunde han utnyttja under sin tid på fästningen, som han under stora delar av sitt straff avtjänade som kock.

### De sista åren

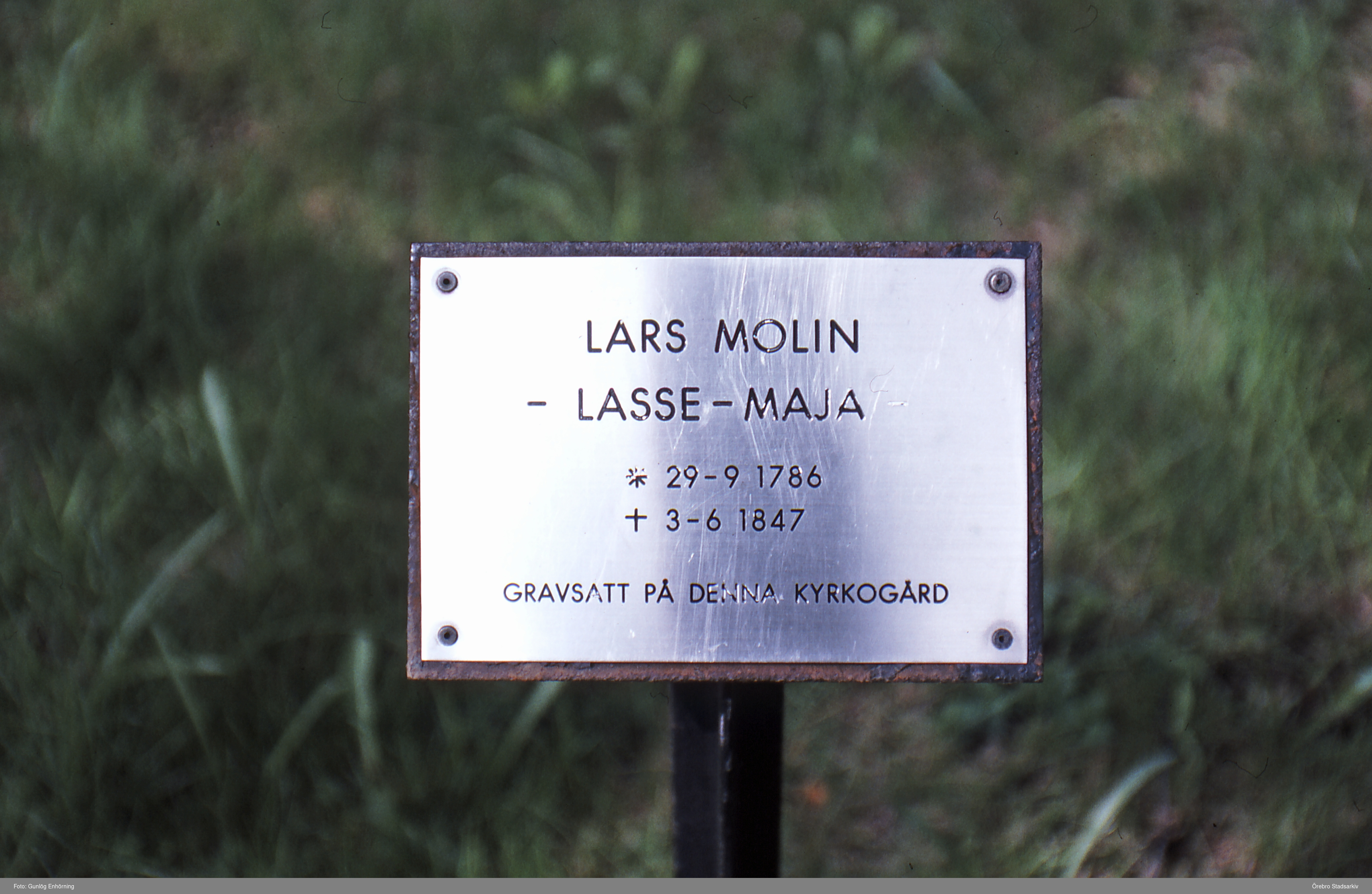
Minnesmärke i Arboga

Efter 26 år (1839) slapp han ur fängelset efter att ha blivit benådad av Karl XIV Johan 1838. Enligt sägnen berodde strafflindringen på att han imponerat på kungen med sin kokkonst, men den verkliga orsaken var sannolikt den popularitet som självbiografin väckt.
Efter fängelsetiden reste Molin omkring i Sverige och berättade om sitt liv. Däremellan bodde och arbetade han på en egen gård utanför Arboga. Där dog han 1845 efter att ha varit svårt sjuk de sista åren. Han begravdes utanför Heliga Trefaldighetskyrkan i Arboga.

## Minnen och i kulturen
Lasse-Majas berättelser blev än mer populära efter hans död. ”Vad som lästes bland folket? Ja, det var mest Lasse-Maja och Bibeln”, sa en äldre man i Torshälla som på 1930-talet intervjuades av Uppsala folkminnesarkiv.

### Självbiografin
Lasse-Majas självbiografi gavs ut första gången 1833. Sju år senare kom den andra upplagan, då med ny titel och innehållande ett porträtt av Lasse-Maja, som ska ha blivit den mest populära. Lasse-Majas självbiografi är en av få svenska texter innan 1900-talet som beskriver hur det var att leva som både man och kvinna. Den kom att återutges kontinuerligt under hela 1800-, 1900-, och 2000-talet. Det har sagts vara den svenska självbiografi som getts ut i flest upplagor genom tiderna. Enligt Edvard Matz var det bokhandlaren Theodor Björck som tog initiativ till boken. Troligen har Molin berättat historien för någon som sedan skrivit ner den – själv kunde han troligen läsa men inte skriva.
Självbiografin är mycket frispråkig och skildrar kärleksrelationer med både män och kvinnor, med Lasse-Maja som såväl man som kvinna. De scener där Lasse-Maja ligger med kvinnor är explicita, medan scenerna med män som regel skämtar med föreställningar om samkönat sex. Detta kan ses som ett sätt att trots frispråkigheten anpassa sig till samhällets normer – sex mellan män var förbjudet i lag. Medan Lasse-Maja arbetar på bordell (under en period som kvinna) beskrivs till exempel en scen där en sexköpare "var på det högsta intagen och kysste, klappade och smekade mig på allt upptänkligt sätt". Därefter släcker Lasse-Maja ljuset, och byter plats med bordellens värdinna som får slutföra affären.

#### Småtryck
Förutom självbiografin gavs under 1800-talet och början av 1900-talet en stor mängd småtryck eller skillingtryck ut. Det första kom redan ett år efter självbiografins första utgåva. Småtrycken är alla baserade på självbiografin, men kortare, tryckta på billigt papper och sannolikt riktade till en bred läsekrets. Under 1800-talets gång förändras beskrivningen av Lasse-Maja i småtrycken. Självbiografins sexscener städas ofta upp, och Lasse-Majas könsväxlingar beskrivs alltmer som en avvikelse.

### Minnessten
Vid födelsekyrkan i Ramsberg finns en minnessten med inskriptionen:
I Ramsberg hans vagga
I Arboga hans grav
I rättsprotokollet hans minne

### Vandringsled
Några kilometer söder om kyrkbyn, i Morskoga, startar en vandringsled med informationsskyltar om Lasse-Maja, som följer de stigar han antogs ha vandrat mellan födelsehemmet och släktingarna i Ösarhyttan.

### Lasse-Majas skär
Ett skär vid Hamnskär utanför Enhörnalandet i Mälaren har kallats "Lasse-Majas skär" efter en incident då Molin en gång i sällskap med sin kusin Anna-Stina Ersdotter (dotter till Maria Olsdotter) lär ha färdats på en båt som sjönk just där.

### Karlstens fästning
Molins cell på Karlstens fästning är välbevarad och går att besöka. En skylt med texten "Lasse-Maja" pryder ingången.

### Filmatisering
Lasse-Majas liv och äventyr har filmatiserats dels som Lasse-Maja (1941) då Sture Lagerwall gestaltade honom, dels i TV-serien Den byxlöse äventyraren (1971) med Jonas Bergström i huvudrollen. Han har också en biroll i Stortjuvens pojke.